# Miguel de Cámara Cendoya
Miguel de Cámara Cendoya fou un advocat i polític valencià, fill polític d'Augusto Gómez Porta, metge i alcalde de Dénia entre 1899 i 1901 i 1924 i 1925.

## Biografia
Fou membre de la maçoneria, alt empleat de Telefònica i militant del Partit Republicà Radical, partit amb el qual fou elegit regidor i tinent d'alcalde a l'ajuntament de Madrid el 1931 i diputat per la província d'Alacant a les eleccions generals espanyoles de 1931 i 1933.
Fou també secretari polític d'Alejandro Lerroux i donà suport a l'estatut regional valencià. Fou nomenat subsecretari de la presidència durant el govern de Manuel Portela Valladares, raó per la qual fou expulsat del partit. Després de la guerra civil espanyola fou jutjat pel Tribunal Especial de Repressió de la Maçoneria i del Comunisme i empresonat uns quants anys a Madrid, el Puerto de Santa María i Burgos.